# Stora Basttjärnen
Stora Basttjärnen är en sjö i Ljusnarsbergs kommun i Västmanland och ingår i Norrströms huvudavrinningsområde. Sjön har en area på 0,0935 kvadratkilometer och ligger 258,1 meter över havet.
Norr om sjön ligger Lilla Basttjärnen och öster om sjön ligger småorten Basttjärn.

## Delavrinningsområde
Stora Basttjärnen ingår i det delavrinningsområde (665852-145053) som SMHI kallar för Utloppet av Norra Hörken. Medelhöjden är 307 meter över havet och ytan är 73,22 kvadratkilometer. Det finns ett avrinningsområde uppströms, och räknas det in blir den ackumulerade arean 92,46 kvadratkilometer. Arbogaån som avvattnar avrinningsområdet har biflödesordning 2, vilket innebär att vattnet flödar genom totalt 2 vattendrag innan det når havet efter 281 kilometer. Avrinningsområdet består mestadels av skog (66 procent). Avrinningsområdet har 12,78 kvadratkilometer vattenytor vilket ger det en sjöprocent på 17,4 procent. Bebyggelsen i området täcker en yta av 0,42 kvadratkilometer eller 1 procent av avrinningsområdet.